# 225 (число)
225 (Дві́сті два́дцять п'ять) — натуральне число між 224 та 226.
- 225 день в році — 13 серпня (у високосний рік 12 серпня).

## У математиці
225 = 15² = 3 * 3 * 5 * 5

## В інших галузях
- 225 рік, 225 до н. е.
- В Юнікоді 00E1  16  — код для символу «a» (Latin Small Letter A With Acute).
- NGC 225 — розсіяне скупчення у сузір'ї Кассіопея.
- 225 Генрієтта — астероїд, що був відкритий Йоганном Палізою 19 квітня 1882 року
- Ан-225 «Мрія» — транспортний літак надвеликої вантажопідйомності.
- Nikkei 225 — один з найважливіших біржових індексів Японії.